# Zameus squamulosus
Zameus squamulosus är en hajart som först beskrevs av Günther 1877.  Zameus squamulosus ingår i släktet Zameus och familjen håkäringhajar. IUCN kategoriserar arten globalt som otillräckligt studerad. Inga underarter finns listade i Catalogue of Life.

## Bildgalleri

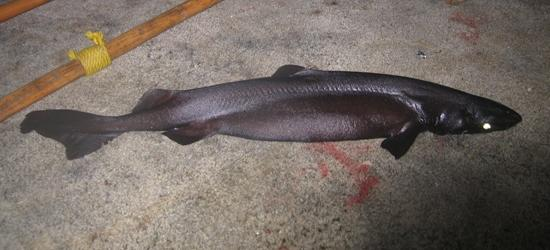
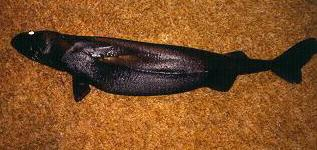
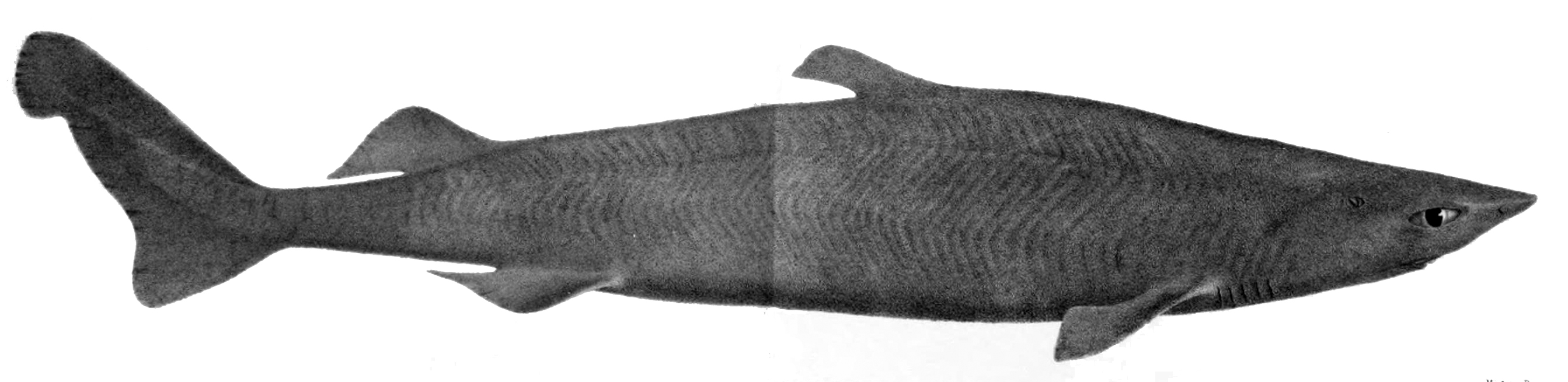